# ریموند کراتی
ریموند دامینیک کروتی (Raymond Dominick Crotty) (22 ژانویه ۱۹۲۵ – ۱ ژانویه ۱۹۹۴) یک اقتصاددان، نویسنده، فرد دانشگاهی و کشاورز اهل ایرلند بود و برای مخالفتی که با عضویت ایرلند به اتحادیه اروپا داشت، شناخته می‌شد.
در ۱۹۸۷ میلادی، وی توانست با موفقیت یک چالش حقوقی را در دادگاه عالی ایرلند علیه حکومت ایرلند ایجاد نماید، چون دولت ایرلند می‌خواست قانون واحد اروپا را بدون ارجاع به مردم از طریق همه‌پرسی تصویب نماید.

## زندگی و حرفه
کروتی در شهر کیلکنی بزرگ شد. وی هنگامی که در کالج سنت کیاران در کیلینیکی دانشجو بود، شروع به پرروش خوک‌ها در اوقات اضافی خود نمود. کروتی به‌جای این‌که به دانشگاه برود، به اشتیاق خود در زراعت ادامه داده و در ۱۹۴۲ میلادی برای کار در بخش زراعت به نزد یکی از بستگانش که دهقان بود، رفت. یک سال بعد او یک درس ۱۲ ماهه را در کالج زراعتی آلبرت در گالسنوین، دوبلین آغاز کرد. در ۱۹۴۵ میلادی، کروتی یک مزرعه ۲۰۴ هکتار (۰٫۸۳ کیلومتر مربع) را در دونبیل که از کیلکنی زیاد دور نیست، خریداری نموده و دو دهه بعدی عمر خود را صرف پیاده کردن دانش تولیدات زراعتی خود در عمل نمود.
کروتی در ۱۹۵۶ میلادی، هنگامی که هنوز یک دهقان بود، به عنوان یک دانشجوی غیرحضوری در دانشگاه لندن شامل شد و در ۱۹۵۹ میلادی مدرک لیساس خود را درعلوم (اقتصاد) کسب کرد. وی دو سال دیگر را نیز برای آموزش در رشته کارشناسی ارشد علوم (اقتصاد) در مدرسه اقتصاد لندن سپری کرد. در ۱۹۶۱میلادی، او سمتی به عنوان استاد اقتصاد زراعتی در دانشگاه ولز، آبریستویث به‌دست‌آورد. در جریان دهه ۱۹۶۰، کروتی مزرعه خود را فروخت و به عنوان مشاور اقتصادی در آژانس‌های توسعه‌ای مختلف از جمله بانک جهانی کار کرد. شغل کروتی، او را به اکناف مختلف کشورهای در حال توسعه، از جمله آمریکای لاتین، هندوستان و آفریقا کشاند. در ۱۹۷۶ میلادی، او یک مقام دستیاری (فلوشیپ) در دانشگاه ساسکس دریافت کرد. وی در ۱۹۸۲ میلادی، به عنوان استاد احصائیه در ترینیتی کالج، دوبلین گماشته شد.
کروتی یک نویسنده پُربار بود که چندین کتاب، جزوه، مقاله و نامه در رابطه به موضوعاتی چون اقتصاد، تاریخ و دخالت ایرلند در اروپا نوشت. آخرین کار وی تحت عنوان، وقتی تاریخ‌ها به هم می‌خورد: رشد و تأثیر کاپیتالیسم فردگرایانه، توسط پسرش ریموند ویرایش گردیده و پس از مرگ وی در ۲۰۰۱ میلادی به چاپ رسید. این کتاب یک تاریخ اقتصادی بشر است که مراحل بسیار بدوی انسان‌ها تا پیشرفت‌های امروزی را در بر می‌گیرد. پروفسور مایکل مان از دانشگاه کالیفرنیا، لس آنجلس (UCLA) این کتاب را به نمایندگی از انجمن جامعه‌شناسی آمریکا بررسی نموده و این‌گونه توصیف کرده‌است، «یک کتاب خارق‌العاده از یک مرد خارق‌العاده» و کتابی که «باید خوانده شود».

## مخالفت با اتحادیه اروپا
دانش و تجربه کروتی از اقتصاد زراعتی، رویه وی نسبت به شرکت ایرلند در اتحادیه اقتصادی اروپا را شکل می‌داد. سال‌های را که او به عنوان یک دهقان سپری کرد به او یاد داد که زراعت در ایرلند به‌گونه‌ای ساختاربندی شده‌است که استفاده مؤثر از زمین را ترویج نمی‌کند. آن‌گونه که وی بعداً در خاطرات خود، پاسخ یک رادیکال، نوشت: 
| « | در زراعت ایرلندی، آنچه موفقیت یا ناکامی مالی را تعیین می‌کند، این نیست که شما چقدر محصول برمی‌دارید، بلکه این است که چقدر اندک شما هزینه می‌کنید. | » |

او براین باور رسیده بود که تأثیر کشاورزی زمانی به بهترین حالت می‌رسد که مالیات بر زمین به‌طور سالانه اعمال گردد. این سیاست باعث می‌شد تا مالیات بر مواد خام و محصولات زراعتی از بین برده شده یا کاهش یابد و همچنین افرادی که آماده بودند محصول بالقوه زمین خود را به حد اعظم برسانند را تشویق می‌کرد تا در بخش زراعت باقی بمانند. پیشکش کردن این پیشنهاد از جانب کروتی، نشانده تأثیر وی از اقتصاددان آمریکای به‌نام هنری جرج بود که می‌گفت زمینی که در مالکیت افراد خصوصی قرار دارد، به‌خاطر مزیتی که به مالک آن ارزانی شده‌است، باید تابع مالیات بر زمین باشد. کروتی باورمند بود که اگر ایرلند به اتحادیه اقتصادی اروپا ملحق شود، زراعت ایرلند صدمه خواهد دید، چون دهقانان به‌جای این‌که به‌طور مؤثر تر عمل کنند، بیشتر به کمک‌هزینه‌های خارجی تحت سیاست زراعتی مشترک (CAP) متکی می‌شوند.

به علاوه، کروتی استدلال می‌کرد که ایرلند به عنوان یک کشوری که قبلاً مستعمره بوده‌است مناسب نیست تا به عضویت گروهی از ملت‌های درآید که شامل قدرت‌های استعماری پیشین است. در ۱۹۶۲ میلادی که گفتمان‌های نخستین عمومی پیرامون این‌که آیا ایرلند به اتحادیه اقتصادی اروپا ملحق شود یا خیر آغاز شده بود، کروتی نگرانی‌های خود را مبنی بر امکان از دست دادن هویت ملی ایرلند در صورت ملحق شدن به آنچه او «دولت والای اروپایی» خواند، اظهار داشت. با ارجاع به تاریخ مشقت-بار کشور، او پیشنهاد کرد که: 
| « | آنچه از همه جالب توجه می‌کند این است، مردمی که برای قرن‌های طولانی مشقت برای استقلال خود شناخته می‌شوند، حالا آماده هستند تا یک قسمت بزرگ این استقلال را خودشان تسلیم کنند. | » |

در ۱۹۷۲ میلادی، کروتی برای مخالفت با الحاق ایرلند به اتحادیه اقتصادی اروپا با استاد کالج ترینیتی به‌نام انتونی کافلان متحد شد. کروتی در طول بیست سال بعدی علیه الحاق بیشتر ایرلند به اتحادیه اقتصادی اروپا مبارزه کرد، به‌ویژه هنگام تلاش‌های برای تصویب قانون واحد اروپا در اواسط دهه ۱۹۸۰ (کروتی در مقابل تاویسیک را ببینید). او در انتخابات پارلمانی اروپا در ۱۹۸۹ از حوزه انتخابیه دوبلین خود را نامزد کرد. کروتی ۲۵٬۵۲۵ رأی (۵٫۶۹ درصد از کل آرای معتبر ریخته شده) دریافت کرد، اما برای انتخاب وی کافی نبود. در ۱۹۹۲ میلادی، او بار دیگر با انتونی کافلان متحد شد تا از رأی دهندگان ایرلندی درخواست نماید که پیمان ماستریخت را طی همه‌پرسی که در ۱۸ ژوئن برگزار گردید، رد نمایند.
هرچند کروتی نتوانست حمایت اکثریت مردم را در قبال نظریات خود در انتخابات‌ها و همه‌پرسی‌ها به‌دست بی‌آورد، اما وی تا آخر عمر خود به مبارزه علیه عضویت ایرلند به اتحادیه اروپا ادامه داد.

## زندگی شخصی
ریموند کروتی و خانمش بریدجیت هفت فرزند داشتند. او به عمر ۶۸ سالگی در بیمارستان سنت ونسینت، دبلین وفات کرد و در قبرستان تولا در خارج از کیلکنی به خاک سپرده شد.

## نشریات منتخب
- Irish Agricultural Production, Its Volume and Structure (Cork University Press, 1966)
- Cattle, Economics and Development (Commonwealth Agricultural Bureaux, 1980)
- Raymond D. Crotty (1986). Ireland in Crisis: A Study in Capitalist Colonial Undevelopment. Brandon/Mount Eagle Publications. ISBN 978-0-86322-083-8.
- A Radical's Response (Poolbeg, 1988)
- When Histories Collide: The Development and Impact of Individualistic Capitalism (AltaMira Press, 2001)